# 公立大学法人静岡文化芸術大学
公立大学法人静岡文化芸術大学（こうりつだいがくほうじんしずおかぶんかげいじゅつだいがく）は、日本の公立大学法人。静岡文化芸術大学の設置者である。

## 概要
静岡県浜松市中央区に本部を置く。学校法人静岡文化芸術大学が設置、運営していた静岡文化芸術大学を引き継ぎ、2010年より大学の設置者となった。
理事長の下に3名の理事が置かれ、それぞれ経営、教育研究、総務の各分野を担当する。初代理事長には、文部大臣などを歴任した物理学者の有馬朗人が2010年4月1日付で就任すると発表された。また、経営を担当する理事には、千葉工業大学惑星探査研究センター所長を務める物理学者の松井孝典が就任する。総務を担当する理事には、旧学校法人の副理事長であった、鈴木善彦（元静岡県教育長）が就任し、教育研究担当の理事は、公募により選考され、前静岡大学学長の興直孝が担当する。

## 沿革
2010年3月　文部科学省および総務省より設立認可を得た。法人の設置者は静岡県であり、同年4月より静岡文化芸術大学を設置・運営している。

## 設置している諸学校

### 大学
- 静岡文化芸術大学

## 略歴
- 2010年3月 - 公立大学法人静岡文化芸術大学設立認可。
- 2010年4月 - 静岡文化芸術大学移管。

## 理事長一覧
| 公立大学法人静岡文化芸術大学 理事長 | 公立大学法人静岡文化芸術大学 理事長 | 公立大学法人静岡文化芸術大学 理事長 | 公立大学法人静岡文化芸術大学 理事長 | 公立大学法人静岡文化芸術大学 理事長 | 公立大学法人静岡文化芸術大学 理事長 | 公立大学法人静岡文化芸術大学 理事長 |
| 代                                  | 氏名                                | 氏名                                | 就任日                              | 退任日                              | 主要な経歴                          | 備考                                |
| ----------------------------------- | ----------------------------------- | ----------------------------------- | ----------------------------------- | ----------------------------------- | ----------------------------------- | ----------------------------------- |
| 1                                   |                                     | 有馬朗人                            | 2010年4月1日                        | 2020年12月6日                       | 東京大学総長                        |                                     |
| -                                   | ー                                  | 横山俊夫                            | 2020年12月6日                       | ー                                  | ー                                  | （理事長代行）                      |
| ２                                  |                                     | 横山俊夫                            | 2022年4月1日                        | （現職）                            | 静岡文化芸術大学学長                |                                     |

## 在籍した人物
括弧内は在籍当時の代表的な役職、ハイフン以降はその他の代表的な役職を示す。教育機関、研究機関としての静岡文化芸術大学に在籍した人物については「静岡文化芸術大学の人物一覧」を参照されたい。
- 有馬朗人（理事長） - 文部大臣
- 木苗直秀（参与） - 静岡県立大学学長
- 熊倉功夫（副理事長） - 林原美術館館長
- 三枝成章（教育研究審議会委員） - 東京音楽大学教授
- 杉田豊（顧問） - 静岡県教育委員会教育長
- 鈴木康友（経営審議会委員） - 浜松市長
- 長谷川逸子（参与） - 関東学院大学客員教授
- 長谷川正榮（参与） - 浜北市長
- 松井孝典（理事） - 東京大学名誉教授